# 1916 na literatura

## Nascimentos
| Data            | Nome                      | Profissão                                   | Nacionalidade  | Observações | Ref |
| --------------- | ------------------------- | ------------------------------------------- | -------------- | ----------- | --- |
| 20 de fevereiro | Ivani Ribeiro             | novelista                                   | Brasil         | m. 1995     |     |
| 13 de abril     | Joaquim Azinhal Abelho    | poeta e cineasta                            | Portugal       | m. 1979     |     |
| 11 de maio      | Camilo José Cela          | escritor                                    | Espanha        | m. 2002     |     |
| 30 de julho     | Alexandre Babo            | dramaturgo, jornalista, político e escritor | Portugal       | m. 2007     |     |
| 28 de agosto    | Jack Vance                | escritor de ficção científica e fantasia    | Estados Unidos | m. 2013     |     |
| 13 de setembro  | Roald Dahl                | escritor                                    | Inglaterra     | m. 1990     |     |
| 19 de dezembro  | Manoel de Barros          | poeta                                       | Brasil         | m. 2014     |     |
| 25 de dezembro  | Luís Cristóvão dos Santos | escritor, folclorista e jornalista          | Brasil         | m. 1997     |     |

## Mortes
| Data            | Nome                         | Profissão                                | Nacionalidade               | Observações | Ref |
| --------------- | ---------------------------- | ---------------------------------------- | --------------------------- | ----------- | --- |
| 28 de Janeiro   | Ramiro Fortes de Barcellos   | escritor, médico, professor e industrial | Brasil                      | n. 1851     |     |
| 19 de Fevereiro | Afonso Arinos de Melo Franco | jornalista, escritor e jurista           | Brasil                      | n. 1868     |     |
| 28 de Fevereiro | Henry James                  | escritor                                 | Estados Unidos / Inglaterra | n. 1843     |     |
| 12 de Março     | Marie von Ebner-Eschenbach   | escritora                                | Áustria                     | n. 1830     |     |
| 26 de Abril     | Mário de Sá-Carneiro         | escritor                                 | Portugal                    | n. 1890     |     |
| 14 de Novembro  | Saki                         | escritor                                 | Inglaterra                  | n. 1870     |     |

## Prémios literários
- Nobel de Literatura - Carl Gustaf Verner von Heidenstam.